# Gabriel Kyungu wa Kumwanza
Gabriel Kyungu wa Kumwanza, né le 24 octobre 1938 et mort le 21 août 2021 à Luanda en Angola, est une personnalité publique et un homme d'État kino-congolais. Il est le président du parti Union nationale des fédéralistes congolais (UNAFEC), président de l'Assemblée provinciale du Haut-Katanga à partir du 20 février 2021 et président du conseil d'administration de la Société nationale des chemins de fer du Congo (SNCC) à partir du 3 juin 2019,.

## Biographie
Antoine Gabriel Kyungu wa Kumwanza est né le 24 octobre 1938 à Ankoro dans la province du Haut-Katanga, de Marcel Kabulo Mwenda et d’Alphonsine Kibawa ; il est un Luba du Katanga,. Il meurt le samedi 21 août 2021 à Luanda (Angola) où il était hospitalisé.
Enseignant de formation, il a fait son apparition sur la scène publique en 1965 en tant que syndicaliste, représentant de sa profession. Il a travaillé également dans l’Administration publique, notamment à la SNCC comme cadre d'entreprise, ensuite de 1965 à 1968 aux côtés de l’ancien ministre des sports Frédéric Kibassa Maliba[réf. souhaitée].
Il a été élu député et a fait partie de 13 parlementaires, avec Étienne Tshisekedi Wa Mulumba, qui ont fondé en 1982 l'Union pour la Démocratie et le Progrès social (UDPS), pour faire face au régime dictatorial du maréchal Mobutu Sese Seko, avant d'être arrêté par le pouvoir.
Le nom de Gabriel Kyungu wa Kumwanza a été cité dans des événements sources de tensions persistantes entre « Katangais » et « Kasaïens », quand des Baluba du Kasaï, accusés de voler les emplois des autochtones, avaient été tués par centaines et chassés par dizaines de milliers du Katanga, en 1992, il a été désigné comme un des principaux instigateurs de cette épuration ethnique qui visait les originaires du Kasaï. À l’arrivée de l’AFDL, de Laurent-Désiré Kabila, il soutient le nouveau pouvoir avant de retourner dans l’opposition.
Plus tard, Gabriel Kyungu va s'émanciper et crée l’Union des fédéralistes et des républicains (UFERI), un mouvement politique très actif dans la partie Sud-Est de la RDC, alors appelée Zaïre. Kyungu est nommé par Mobutu deux fois comme gouverneur du Katanga ; fonction qu’il va occuper également sous Laurent-Désiré Kabila. Ce dernier va le nommer par la suite ambassadeur plénipotentiaire de la RDC aux Émirats arabes unis (1997-2001).
Gabriel Kyungu fut président du parti Union nationale des fédéralistes du Congo (UNAFEC) qu'il va créer après l'UFERI. Sous Joseph Kabila, il sera élu président de l'Assemblée provinciale du Katanga après les premières élections de 2006, plusieurs fois député national et provincial, il sera à nouveau à la tête de l'organe délibérant du Haut-Katanga depuis le 20 février 2021. Bien avant, il est nommé Président du conseil d'administration de la Société nationale des chemins de fer du Congo (SNCC) à partir du 3 juin 2019.
Au niveau national, Gabriel Kyungu wa Kumwanza a été désigné par ses pairs, en sa qualité de doyen d’âge, pour présider aux destinées de l’Assemblée nationale jusqu’à l’installation du bureau définitif qui avait vu Jeannine Mabunda à la tête de la chambre basse du parlement.
Âgé de 82 ans, Gabriel Kyungu wa Kumwanza, surnommé « Baba wa Katanga » (le Père du Katanga), aura bénéficié des suffrages de sa population, particulièrement de la ville de Lubumbashi et son fief, la commune de la Kenya où son parti est fort implanté. Proche de Moïse Katumbi et plus tard bras droit du président de la République démocratique du Congo, Félix Antoine Tshisekedi, il laisse derrière lui une veuve et plusieurs enfants dont certains sont actifs en politique au sein de son parti politique, l'Union nationale des fédéralistes du Congo (UNAFEC) : Angélique Kyungu, devenue commissaire au travail et Prévoyance sociale au gouvernement provincial du Haut-Katanga, et Lawrence Kyungu qui était l'un de ses conseillers dans son cabinet à l'Assemblée provinciale du Haut-Katanga.
Porte-étendard du fédéralisme, sur les traces de Moïse Tshombé, Gabriel Kyungu a réussi à faire restaurer la mémoire de celui qui était considéré comme le père de l'indépendance du Katanga, en rebaptisant certaines places publiques, comme la place de la Poste, aujourd'hui appelée place Moïse-Tshombé.
Il se réconcilie avec Étienne Tshisekedi avant la disparition de ce dernier. Jusqu'au dernier moment, il a été l'un des principaux alliés de Félix Tshisekedi, chef de l'État. 
Il meurt le 21 août 2021 à Luanda, en Angola, d'une « courte maladie », quelques jours après avoir contracté le Covid-19.